# Renward Meyer von Schauensee
Renward Meyer von Schauensee (* 18. April 1818 in Luzern; † 5. Mai 1895 ebenda, katholisch, heimatberechtigt in Luzern) war ein Schweizer liberaler Politiker.

## Biografie
Renward Meyer von Schauensee kam am 18. April 1818 in Luzern als Sohn des Zeughausverwalters Ludwig Meyer von Schauensee und der Columba geborene Bell zur Welt. Meyer von Schauensee, ein Mitglied der Zofingia und der Helvetia, absolvierte ein Studium der Rechte an den Universitäten Freiburg, München und Heidelberg.
In der Folge war er von 1844 bis 1852 und wieder ab 1871 als Rechtsanwalt tätig. Zudem war er von 1848 bis 1852 als Obergerichtsschreiber sowie von 1852 bis 1855 als Staatsanwalt eingesetzt.
Er war verheiratet mit Nina, Tochter des Regierungsrats und Schultheissen Peter Amrhyn. Seine Frau war eine Nichte des Politikers Joseph Karl Amrhyn. Renward Meyer von Schauensee verstarb am 5. Mai 1895 im Alter von 77 Jahren in Luzern. Er war der Bruder der Politiker Ludwig Plazid und Ludwig Rudolf Meyer von Schauensee.

## Politische Laufbahn
Der liberale Politiker Meyer von Schauensee gehörte von 1862 bis 1871 dem Erziehungsrat an. Daneben war er im Jahr 1867 sowie von 1871 bis 1875 im  Grossrat vertreten. Dazu wirkte er von 1855 bis 1871 im Luzerner Regierungsrat als einflussreicher Vorsteher des Departements des Innern, des Gemeindewesens, des Kirchenwesens und der Staatswirtschaft sowie als Schöpfer einer Reihe von Gesetzen zum Bürger-, Armen-, Steuer- und Strafrecht. Darüber hinaus amtierte Meyer von Schauensee von 1856 bis 1867 als Ständerat.